# Calycolpus
Calycolpus es un género con doce especies de pequeños árboles de la familia Myrtaceae. Es originario de América del Sur (siete especies en la cuenca del Amazonas).

## Descripción
Son arbustos o árboles que alcanzan un tamaño de hasta 10(-15) m de altura; con tricomas de hasta 1.5 mm, unicelulares, simples o con 2 ramas, blanquecinos o amarillentos. Hojas opuestas, persistentes, coriáceas, la nervadura broquidódroma, con varios pares de nervaduras laterales casi rectas unidas por una nervadura marginal que corre paralela al margen foliar.
Inflorescencias unifloras, axilares, o un brote bracteado axilar, muy corto con 1-3 pares de flores decusadas. Flores 5-meras (menos frecuentemente 4-meras); lobos del cáliz frecuentemente ensanchados proximalmente, frecuentemente con un apéndice apical, el cáliz fusionado más allá de la cúspide del ovario y rasgándose entre los lobos en la antesis o los lobos del cáliz libres; pétalos ligeramente carnosos, blancos o manchados de rojo, frecuentemente pardos al secarse; bractéolas generalmente pequeñas, casi triangulares, caducas cerca de la antesis o en C. legrandii Mattos, foliosas y persistentes; estambres 35-270, doblados hacia el centro o más o menos erectos en el botón, las anteras algo a marcadamente alargadas, con 4-40 glándulas; ovario 2-6-locular, la pared del lóculo algunas veces glandular; óvulos generalmente 8-32, la placenta un cojinete o levantamiento de tejido en forma de "U" o una estructura peltada esencialmente redonda.
Frutos en bayas, subglobosos; semillas pocas a numerosas, casi reniformes, la parte central generalmente blanda, la porción externa en forma de "C", la testa lisa, dura, brillante, de 1-4 células de grosor, las células superficiales redondeadas a alargadas; embrión aceitoso, blanquecino, en forma de "C", los cotiledones reflexos o rectos, menos de 1/4 del largo del embrión.

## Taxonomía
El género fue descrito por Otto Karl Berg y publicado en Linnaea 27(2–3): 348, 378–379. 1854[1856]. La especie tipo es: Calycolpus goetheanus (DC.) O. Berg. 

## Especies
- Calycolpus alternifolius, (Gleason) L.R.Landrum
- Calycolpus australis, L.R.Landrum
- Calycolpus bolivarensis, L.R.Landrum
- Calycolpus calophyllus, Berg
- Calycolpus cochleatus, McVaugh
- Calycolpus goetheanus, Berg
- Calycolpus legrandii, Mattos
- Calycolpus moritzianus, (O.Berg) Burret
- Calycolpus revolutus, Berg
- Calycolpus roraimense,  Kausel
- Calycolpus surinamensis, McVaugh
- Calycolpus warscewiczianus, Berg